# Bingham & Co
Handels- en Transportmij Bingham & Co B.V. ist ein niederländisches Unternehmen.

## Unternehmensgeschichte
Die Brüder Seymour und Daniál George gründeten 1871 in Rotterdam das Unternehmen S. Bingham & Co. und begannen mit der Vermietung von Planen, die in den Rotterdamer Häfen benötigt wurden. 1890 wurde die Produktion von Fahrrädern aufgenommen, denen kurz darauf Motorräder folgten. Der Markenname für die Zweiräder lautete Eenhorn. 1905 entstanden die ersten dreirädrigen Automobile, die als Autolette vermarktet wurden. 1906 kamen vierrädrige Modelle dazu, von denen ein Modell als Bingham angeboten wurde. 1907 endete die Automobilproduktion. Außerdem wurde ab 1903 für eine Weile Fahrzeuge von Oldsmobile importiert. Irgendwann wurde das Unternehmen in eine B.V. umgewandelt und erhielt den Namen Handels- en Transportmij Bingham & Co B.V. Das Unternehmen ist nach wie vor als Vermieter von Planen aktiv.

## Fahrzeuge

### Dreiräder
Die Dreiräder verfügten vorne über zwei Räder, dazwischen war ein Sitz für einen Passagier. Der Fahrer saß dahinter. Für den Antrieb sorgte ein luftgekühlter Einzylinder-Zweitaktmotor mit 4 PS Leistung.

### Vierräder
Das Unternehmen bot Kleinwagen mit wahlweise 5 PS, 5 ½ PS (Einzylindermotor) oder 7 PS (Zweizylindermotor) an. Daneben gab es größere Modelle mit Kettenantrieb, die über 12 PS (Zweizylindermotor), 16 PS oder 24 PS verfügten.